# Neerlandoestatunidencs
Els neerlandoestatunidencs són persones que viuen als Estats Units d'Amèrica i provenen dels Països Baixos o són d'ascendència neerlandesa. Els neerlandesos van ser uns dels primers grups d'immigrants europeus a buscar una nova llar al Nou Món. Els neerlandesos van començar a construir pobles a la Costa Est dels Estats Units el 1613. Aquests pobles van créixer en ciutats, de les quals Nova York (que va ser fundada pels neerlandesos amb el nom de Nova Amsterdam) és l'exemple més conegut.
Segons el cens de l'any 2000, més de cinc millions d'Americans es definien com d'origen completament o parcialment neerlandès. Avui en dia, la majoria dels neerlandoestatunidencs viuen als estats de Michigan, Califòrnia, Montana, Minnesota, Nova York, Wisconsin, Idaho, Utah, Iowa, Ohio, Virgínia de l'Oest i Pennsilvània.

## Primers colonitzadors
El 1602, el govern neerlandès va encarregar a la Companyia Neerlandesa de les Índies Orientals l'exploració d'un corredor de les Índies Orientals i la reclamació de totes les zones no cultivades per les Províncies Unides. Els primers neerlandesos que van posar peu a terra a Amèrica eren exploradors sota la direcció del capità Henry Hudson, que hi va arribar al 1609 i va cartografiar el riu Hudson des del vaixell De Halve Maen. L'objectiu original era trobar una ruta alternativa a Àsia, però van veure que la terra era molt bona per a l'agricultura i van començar a colonitzar la zona. La primera població neerlandesa va ser fundada el 1613 i consistia en algunes cabanes construïdes per la tripulació del vaixell De Tijger sota el comandament del capità Adriaen Block. Durant un viatge pel riu Hudson a l'hivern del 1613, el vaixell va calar foc i no va poder ser salvat. Block i la seva tripulació van construir un campament a la vora. A la primavera van explorar la costa de Long Island. Block Island va ser anomenat en honor del capità Block. Finalment, un altre vaixell els va rescatar i la primera població neerlandesa va ser abandonada.

## Migrants alseglexvii
El 1629, el govern neerlandès va intentar expandir la colònia del nord per donar certes llibertats als colonitzadors. Cada colonitzador va ser permès de comprar terra a la vora del Hudson de la Companyia Neerlandesa de les Índies Occidentals. La terra podia ser 12 milles i tant a dins com volien. Els Neerlandesos no van preguntar més als pobles indígenes d'Amèrica de vendre la seva terra, ho van agafar sense permissió. Això va resultar en àtacs dels pobles indígenes, que es van realitzar que els Neerlandesos no eren només visitants, però gent que volien agafar la seva terra.
El 1648, la colònia va tenir més de 2.000 habitants i el 1660 al voltant de 10.000 habitants. Tot i que els Nous Països Baixos va ser una colònia neerlandesa, només la meitat dels habitants eren ètnicament neerlandesos. La resta de la gent era sobretot valons i Hugonots francesos. A l'època, Manhattan ja era un centre multicultural. Durant més de dos segles, la colònia va ser neerlandesa. El 1664, els anglesos van conquerir la colònia i ho van anomenar Nova York. Els neerlandesos van aconseguir a reconquerir la colònia, però durant les negociacions de pau, els Nous Països Baixos van ser intercanviats per Surinam. Des de la dominació britànica, la immigració des dels Països Baixos es va gairebé parar.

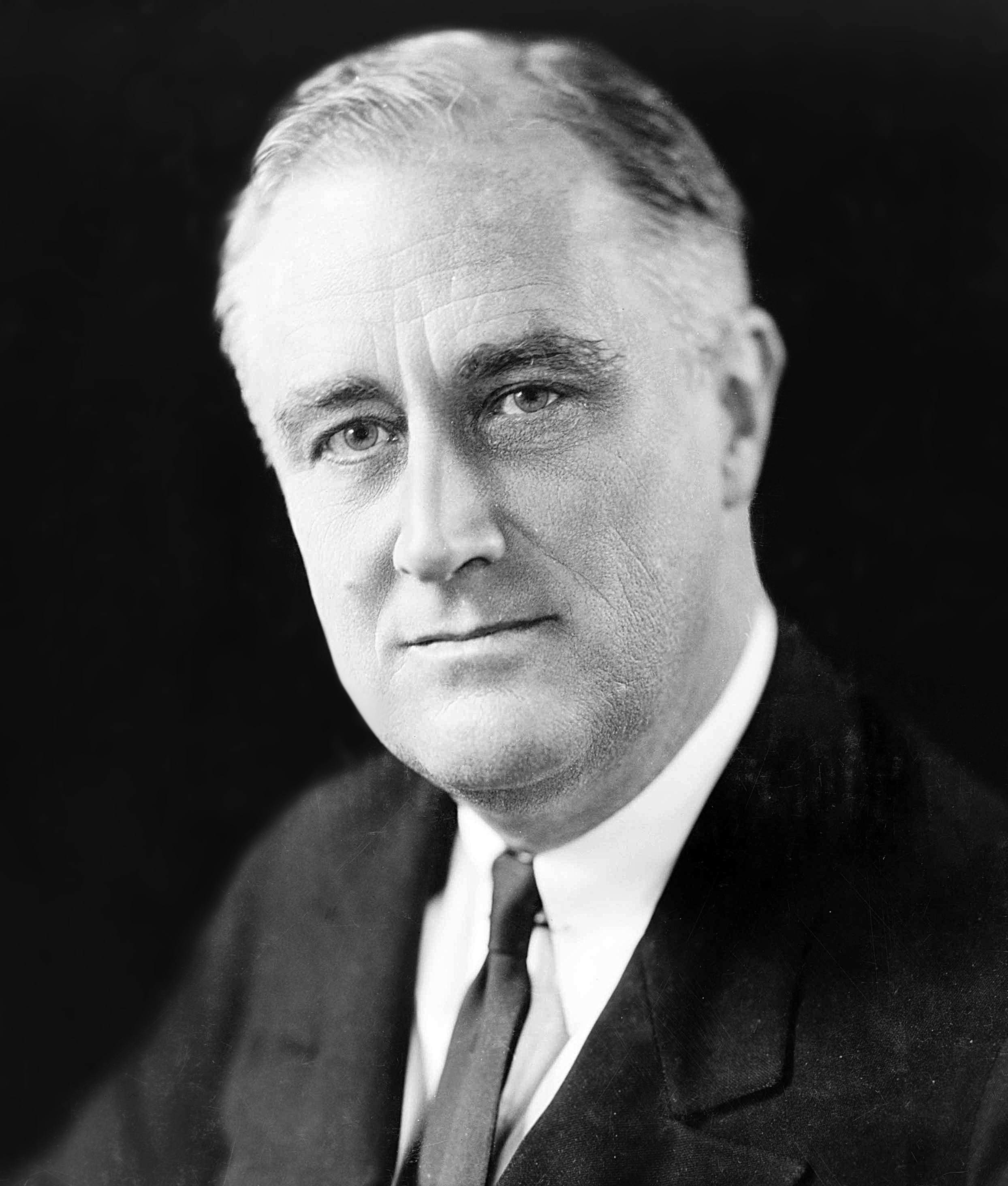
Franklin Delano Roosevelt
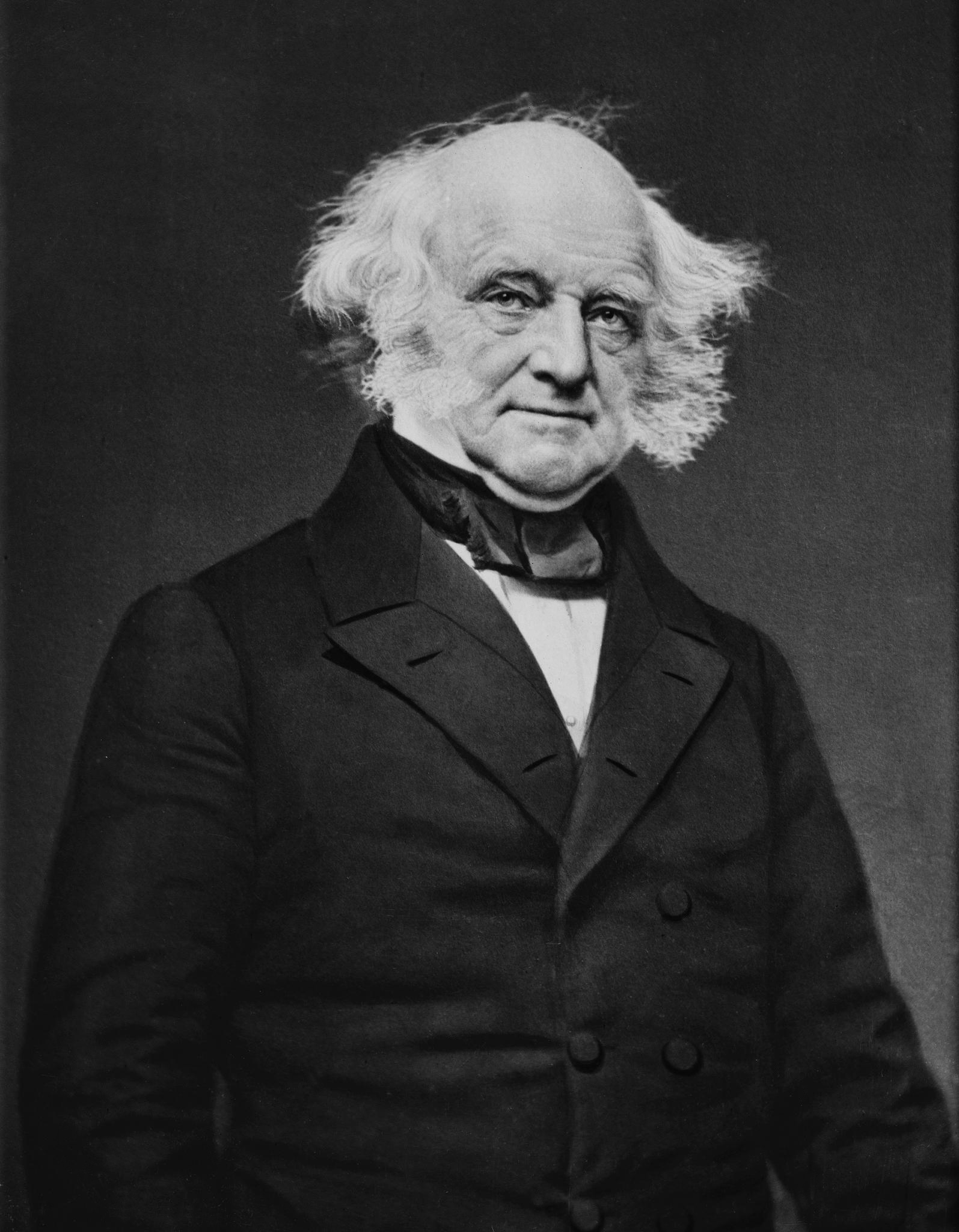
Martin Van Buren
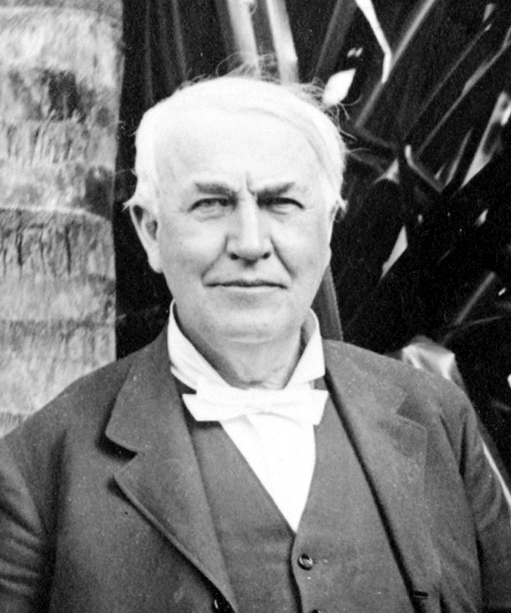
Thomas Edison
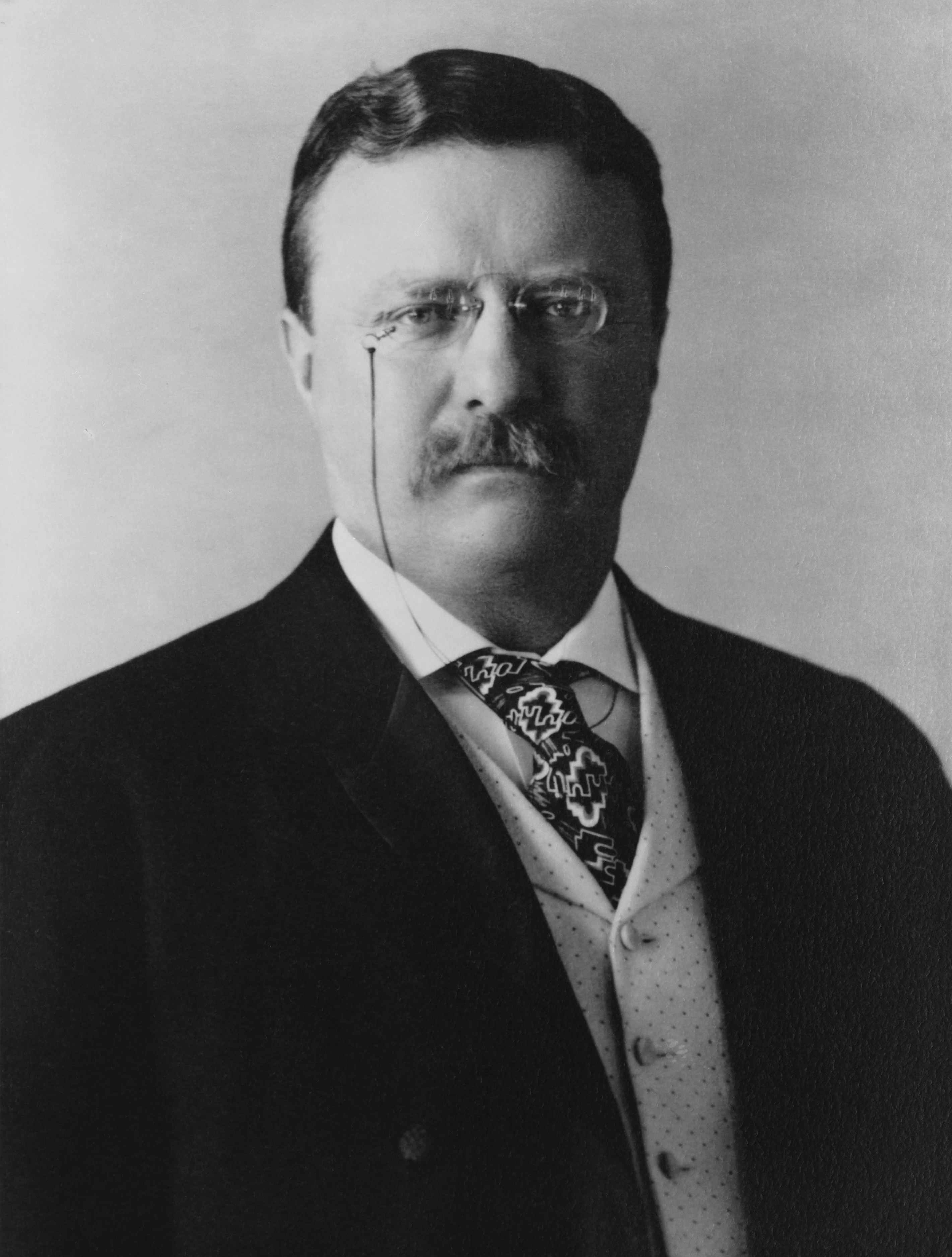
Theodore Roosevelt